# Douglas DC-5
DC-5 (Douglas Commercial 5) – amerykański samolot pasażerski i transportowy przeznaczony na trasy krótsze niż Douglas DC-3 i Douglas DC-4. Do czasu jego wejścia do usług komercyjnych w 1940, wiele linii lotniczych anulowało swoje zamówienia, w konsekwencji czego wyprodukowano jedynie pięć maszyn cywilnych DC-5. Douglas Aircraft Company dostosowało samolot do potrzeb wojskowych, ale rozwój wydarzeń wojennych wyprzedził rozwój tego samolotu, w wyniku czego wyprodukowano zaledwie siedem maszyn wojskowych.

## Historia
Projekt komercyjnego samolotu Douglas Model 5 został opracowany w 1938. Był to samolot pasażerski mogący pomieścić 18-24 pasażerów, napędzany dwoma silnikami gwiazdowe Wright R-1820. W samolocie zastosowano innowacyjne rozwiązanie wysoko położonego skrzydła oraz trzykołowego podwozia, co stanowiło unikalną konfigurację ułatwiającą wejście pasażerów, załadunek towarów i obsługę silników.
Prototyp DC-5 z numerem seryjnym 411 został zbudowany w El Segundo i swój pierwszy lot odbył w dniu 20 lutego 1939. Był on skonfigurowany tylko na osiem miejsc i został jednym z osobistych samolotów przemysłowca Williama Boeinga (nazwał go „Rover”). W lutym 1942 został przerobiony na wojskową wersję R3D i przekazany United States Navy.
Pierwszym nabywcą czterech DC-5 były holenderskie linie lotnicze KLM. Następnie Pennsylvania Central (przemianowane na Capital i następnie włączone do United Airlines) zamówiły sześć maszyn, a SCADTA (protoplasta dzisiejszej kolumbijskiej Avianca) zamówił kolejne dwie maszyny. Przed zaangażowaniem się Stanów Zjednoczonych w II wojnę światową zdołano wyprodukować jedynie jeden prototyp i cztery seryjne samoloty, które otrzymały linie lotnicze KLM. Następnie Douglas Aircraft Company przestawił się na produkcję zbrojeniową i ograniczył produkcję DC-5. Z wyprodukowanych przed wojną maszyn, dwie początkowo obsługiwały linię Paramaribo-Curaçao, a pozostałe dwie bazowały w Dżakarcie w Holenderskich Indiach Wschodnich. Później wszystkie cztery maszyny latały nad Holenderskimi Indiami Wschodnimi i w 1942 zostały użyte do ewakuacji cywilów z Jawy do Australii. W trakcie tych działań maszyna „PK-ADA” została uszkodzona i porzucona, a „PK-ADB” została zniszczona przez japońskie samoloty na lotnisku Kemajoran w Dżakarcie. Japończycy zdobyli maszynę „PK-ADA”, a następnie naprawili wykorzystując części z „PK-ADB”. Samolot przeszedł w 1943 testy w mieście Tachikawa, a następnie służył jako samolot transportowy w Japonii. Dwa pozostałe samoloty („PK-ADC” i „PK-ADD”) dotarły bezpiecznie do Australii, gdzie przeszły przebudowę do wojskowej wersji C-110 i następnie służyły w United States Army Air Forces. Wojenna historia „PK-ADC” była krótka, ponieważ rozbił się on krótko po modernizacji. Natomiast „PK-ADD” został po wojnie przekazany liniom lotniczym Australian National Airways z tymczasowym numerem „VH-CXC”. W 1939 United States Navy złożyły zamówienie na trzy maszyny DC-5 w wersji wojskowej R3D-1 i cztery w wersji R3D-2. Te ostatnie były używane przez United States Marine Corps ze względu na dużą ładownię mogącą pomieścić 22 spadochroniarzy.
Po zakończeniu wojny Douglas Aircraft Company nie wznowił produkcji seryjnej DC-5, a siły zbrojne przekazały nadwyżkę samolotów do służby cywilnej. W 1948 ostatni zachowany DC-5 został zakupiony przez żydowską organizację paramilitarną Hagana i przemycony do Izraela. W maju 1948 dotarł do Hajfy, a następnie przebazowano go na lotnisko Tel Awiw-Sede Dow, gdzie usunięto jego oznaczenia. Na jego kadłubie wymalowano napis: „Yankee Pasha – Bagel Lancer”. Samolot dołączył do 103 Eskadry i podczas I wojny izraelsko-arabskiej był używany jako samolot transportowy i sporadycznie jako bombowiec. Po wojnie samolot przekazano do Airline Technical School, gdzie był szeroko wykorzystywany w porcie lotniczym Hajfa. Po jakimś czasie zabrakło części zamiennych i niesprawny technicznie samolot został złomowany około 1955.

## Wersje

### Cywilne
DC-5
podstawowa wersja pasażerska, w której wybudowano jeden prototyp i cztery maszyny produkcji seryjnej. Prototyp przebudowano na wersję wojskową i pod numerem NC-21701 został zestrzelony w 1943 w rejonie Australii.

### Wojskowe
C-110
przebudowane dwa samoloty pasażerskie linii KLM z Indonezji. Były one wykorzystywane w Australii.
R3D-1
opancerzona wersja stworzona dla potrzeb marynarki wojennej. Wyprodukowano trzy maszyny: numer 606 rozbił się w dniu 1 czerwca 1940 na lotnisku Mines, numer 607 wycofano ze służby w styczniu 1946, a numer 608 był przez krótki czas używany przez generała Douglasa MacArthura i wycofano go ze służby w styczniu 1945.
R3D-2
wersja stworzona dla piechoty morskiej jako transportowiec spadochroniarzy. Wyprodukowano cztery maszyny: numer 609 rozbił się w styczniu 1942 u wybrzeży Australii po ostrzelaniu przez wrogi okręt wojenny, numery 610, 611 i 612 wycofano ze służby w październiku 1946.

## Użytkownicy samolotów DC-5 na świecie

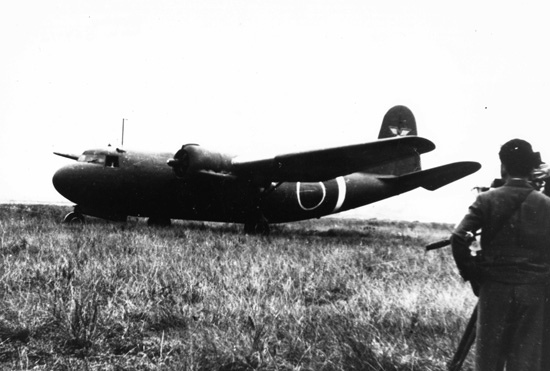
DC-5 w barwach japońskich sił powietrznych

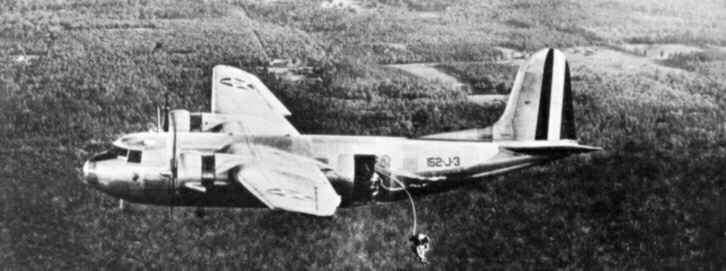
DC-5 w służbie US Navy

### Cywilni
Stany Zjednoczone
Boeing – eksploatował egzemplarz prototypowy.
 Holandia
KLM – eksploatowała cztery maszyny w wersji pasażerskiej.

### Wojskowi
Australia
Royal Australian Air Force – 21 Eskadra RAAF.
 Japonia
Siły Powietrzne Imperium Japońskiego – jeden zdobyczny holenderski DC-5.
 Stany Zjednoczone
United States Army Air Forces – jedna maszyna w wersji C-110.
United States Navy – dwie maszyny w wersji R3D-1.
United States Marine Corps – cztery maszyny w wersji R3D-2.
 Izrael
Siły Powietrzne Izraela – jedna maszyna.